# سیارک ۱۱۷۰۲
سیارک ۱۱۷۰۲ (به انگلیسی: 11702 Mifischer، نامگذاری:1998FE117) یازده هزار و هفتصد و دومین سیارک کشف شده‌است که در ۳۱ مارس ۱۹۹۸ کشف شد.
قدر مطلق سیارک برابر ۱۴٫۸ است.